# Évreux
Evreux é uma comuna francesa na região administrativa da Normandia, no departamento de Eure. Estende-se por uma área de 26,46 km². Em 2010 a comuna tinha 47 936 habitantes (densidade: 1 811,6 hab./km²).856 hab/km².

## História
Évreux tornou-se em 989 a sede do condado de Évreux e do bispado de Évreux. 
Amalrico IV de Montfort (1063 — 1136) foi conde desta comuna entre os anos de 1137 e 1140, tendo também sido senhor de Montfort.